# Ананьин, Александр Михайлович
Александр Михайлович Ананьин (8 августа 1918 года, пос. Кольчугино, Кузнецкий округ, Алтайский горный округ, СССР — 18 декабря 1998 года, Нью-Хейвен, США) — советский и российский художник-график, живописец, народный художник РСФСР (1986).

## Биография
Родился 8 августа 1918 год в пос. Кольчугино (сейчас — Ленинск-Кузнецкий).
В 1948 году — окончил художественную студию во Владивостоке.
С 1940 года — участник выставок: художественная выставка пограничных войск Дальнего Востока, Владивосток.
С 1954 по 1960 годы — жил и работал в Новокузнецке, с 1960 года — в Кемерово.
С 1960 года — член Союза художников СССР.
В 1956 году совершил первую поездку по Горному Алтаю, с тех пор выезжал туда ежегодно вплоть до 1995 года. В 1964 году подарил 150 своих работ художественному музею в селе Усть-Кан Горно-Алтайской автономной области.
С 1995 года — перебрался в США, умер в городе Нью-Хейвен 18 декабря 1998 года, куда выезжал на лечение.
Его произведения находятся в Государственном Русском музее, в фондах Союза художников и Министерства культуры Российской Федерации, в художественных музеях и галереях Барнаула, Горно-Алтайска, Кемерова, Красноярска, Новокузнецка, Новосибирска, Якутска.
Стоял у истоков создания Кемеровского Союза художников, избирался председателем правления Кемеровского отделения СХ РСФСР (1960—1965; 1975—1977).
Выставки: городские — 1955; областные — 1957, 1959, 1961, 1963, 1964, 1966, 1967, 1977, 1978 («Всегда начеку»), 1979, 1982, 1985, 1988; региональные — 1956 (Иркутск, Новосибирск), 1964 (Новосибирск), 1967 (Омск), 1968 (Москва), 1969 (Красноярск), 1971 (Москва), 1975 (Томск), 1980 (Барнаул), 1985 (Кемерово); республиканские — 1955, 1957, 1965, 1967, 1972, 1981, 1983, 1985, 1986, 1987 — Москва; всесоюзные — 1960, 1970, 1971, 1973, 1976, 1978, 1984, 1988 — Москва; зарубежные — 1972 (ГДР), 1974 (Франция); групповые — 1960 (Кемерово); персональные — 1968—1969 (Кемерово, Новокузнецк, Барнаул, Бийск, Горно-Алтайск), 1979 (Кемерово), 1981 (Ленинград).

## Награды
- Орден Отечественной войны II степени (1985)
- Народный художник РСФСР (1986)
- Заслуженный художник РСФСР (1980)